# Nuova oggettività

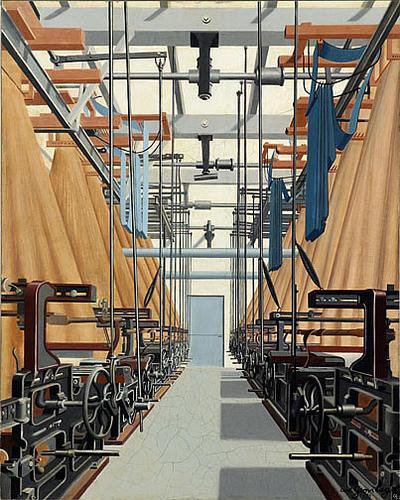
Carl Grossberg: Jacquard-Weberei, 1934

La Nuova oggettività (in tedesco Neue Sachlichkeit) è stata una corrente artistica nata in Germania in seguito alla prima guerra mondiale (nel 1920) e che coinvolse principalmente la grafica.
L'anno più importante per questa corrente fu probabilmente il 1925, quando si tenne una mostra d'arte a Mannheim dedicata a essa.
Ebbe punti di contatto più o meno marcati con il realismo, il neoclassicismo, l'espressionismo, il dadaismo e il surrealismo. In particolare fu come reazione all'espressionismo che alcuni artisti cercarono la rappresentazione della realtà senza trucco; questi artisti, disillusi e pieni di cinismo e di rassegnazione nel tragico dopoguerra tedesco, volevano osservare le cose concrete con amara acutezza e con una lucidità descrittiva quasi glaciale, usando l'arte come un'arma, come un freddo specchio teso alla società malata e corrotta. La Nuova oggettività si distingue tuttavia dal realismo in quanto conserva una certa componente emotiva, tipica della tradizione culturale tedesca: è per questa componente che alcuni particolari vengono accentuati all'estremo e intensificati espressivamente.
La Nuova oggettività terminò con la fine della Repubblica di Weimar e con la presa del potere da parte dei nazisti nel 1933, che consideravano la Nuova oggettività come arte degenerata: fu allora che numerosi artisti emigrarono, per lo più verso gli Stati Uniti.

## La Nuova oggettività in pittura

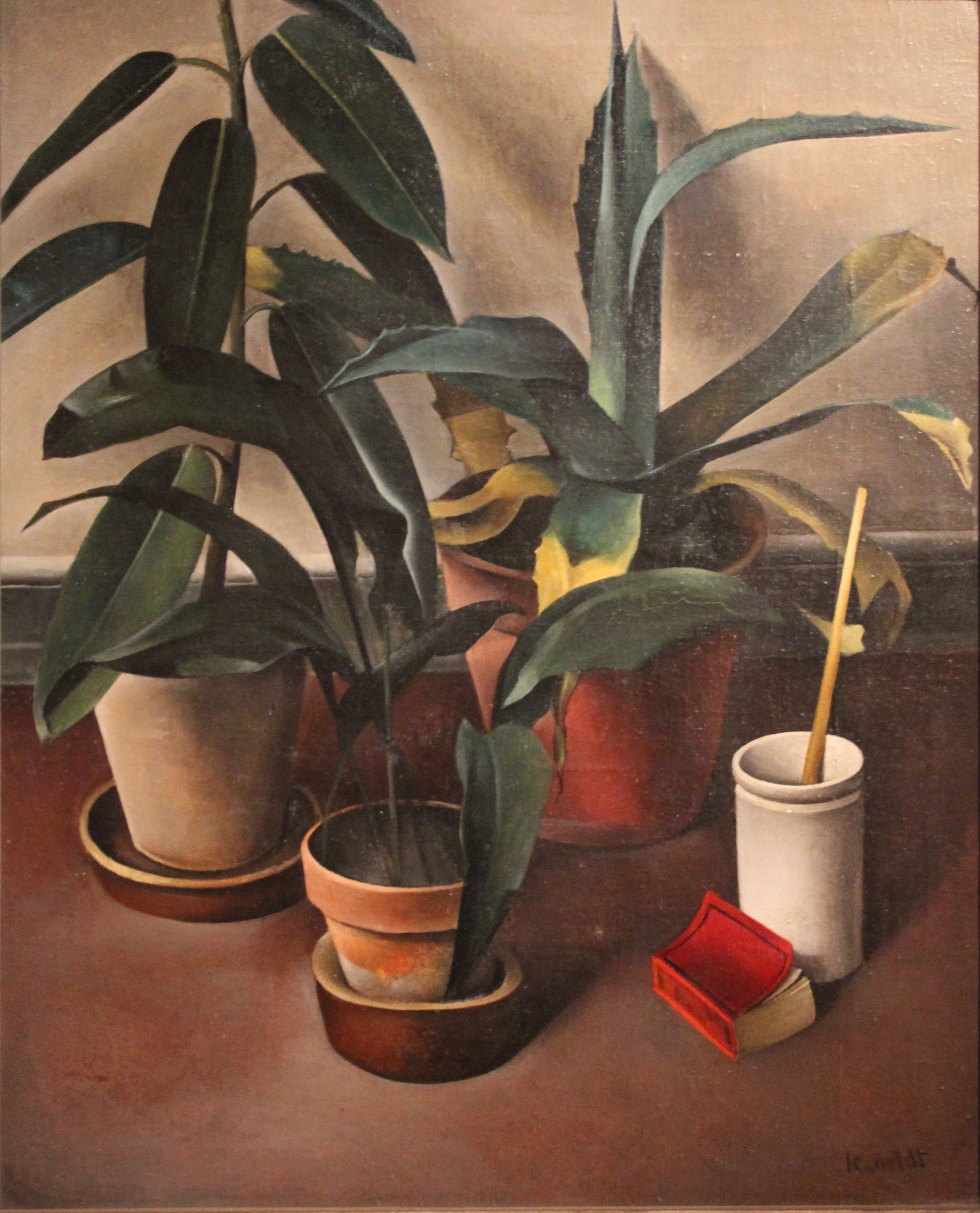
Alexander Kanoldt: Stillleben I / Blumentöpfe, 1926

In pittura la Nuova oggettività fa parte di quel vasto fenomeno di rinnovato interesse per la realtà tangibile che caratterizza la situazione artistica europea intorno al 1920, con la corrente dei valori plastici in Italia e con la parentesi neoclassica in Francia.
All'interno della Nuova oggettività si possono distinguere due gruppi: una corrente verista e una corrente più classica. Nonostante le loro divisioni entrambi i rami sentivano la stessa necessità di tornare al reale e al quotidiano, dopo l'eccesso soggettivista dell'espressionismo.

### La corrente verista
Il gruppo verista, attivo soprattutto tra Berlino e Dresda, era molto attento alle vicende del tempo ed era impegnato politicamente nel caotico dopoguerra tedesco.
La società del tempo era considerata profondamente cinica ed era giudicata in modo radicalmente critico. I soggetti sono rappresentati con una pittura freddamente oggettiva, con una esattezza clinica implacabile, nonostante sia in parte ancora segnata dai modi dell'espressionismo e del dadaismo, con accentuazioni emotive e tensioni espressive esageratamente grottesche che talvolta arrivano alla caricatura.
I soggetti più frequentemente usati per mettere inclementemente a nudo le realtà più cupe del tempo sono i profittatori, gli sfruttatori, le prostitute, i mutilati di guerra messi vicino a distruzioni e rovine. Tra gli esponenti più noti di questa corrente si ricordano Käthe Kollwitz, George Grosz, Otto Dix, John Heartfield, Hans Grundig, Conrad Felixmüller, Rudolf Schlichter, Georg Scholz e Heinrich Maria Davringhausen.

### La corrente classica
Il gruppo chiamato Realismo magico, riconducibile ai centri artistici di Monaco di Baviera e Karlsruhe del gallerista italiano rivoluzionario Emilio Bertonati, era più aperto alle influenze del movimento italiano Valori plastici, di cui ammirava gli intenti plastici e prospettici.
Fu scelto il nome di Realismo magico perché mirava a cogliere gli accenti di magico incanto della realtà quotidiana, alla ricerca di un classicismo armonioso e senza tempo per comprendere l'essenza dell'oggetto nella sfera artistica, al di là delle leggi fisiche dello spazio e del tempo.
Questi artisti, che possono essere considerati come un ponte verso il surrealismo, erano poco impegnati politicamente, più interessati alle tecniche e ai modi stilistici tradizionali; generalmente dipingevano paesaggi, nature morte e ritratti.
Tra gli esponenti più noti di questa corrente si ricordano Antonio Donghi, Georg Schrimpf, Alexander Kanoldt, Franz Radziwill, Carl Grossberg e Christian Schad.

## La Nuova oggettività in architettura
La Nuova oggettività si riflette anche nell'architettura moderna europea, soprattutto in Germania, negli anni '20 e '30 del 1900. Durante tale periodo, tramite il linguaggio della Nuova oggettività, furono rimodernate numerose città tedesche.
Precedentemente alla prima guerra mondiale si registrano gli esempi più precoci di questo stile, sotto la iniziale direzione del Deutscher Werkbund (Lega tedesca di artigiani), che voleva provvedere alla creazione di un volto moderno per la Germania.
Molti degli architetti che si associarono alla Nuova oggettività mettevano in pratica dei linguaggi simili nel 1910, usando superfici di vetro e severe composizioni geometriche.
Alcuni esempi includono la Fagus Factory di Walter Gropius e Adolf Meyer (Alfeld, Germania, 1911) o il grande magazzino di Hans Poelzig a Breslavia (1912).
Inoltre si allacciano a questo linguaggio e spirito i primi lavori del Bauhaus, come Casa Sommerfeld, o il dinamismo dell'architettura espressionista, con l'uso del vetro (sfruttato per la trasparenza e gli effetti di colore) che rimangono il perno della Nuova oggettività.

### Gli effetti del Costruttivismo e del De Stijl
La svolta dell'Espressionismo attraverso stili modernisti più familiari del tardo 1920, sarebbe pervenuta sotto l'influenza delle avanguardie tedesche, in particolare De Stijl, i cui architetti come Jan Wils e JJP Oud, hanno adattato le loro idee (derivanti dal linguaggio di Frank Lloyd Wright) ad alloggi sociali cubici, influenzati inoltre dalle idee di Theo van Doesburg.
L'influenza del Costruttivismo fu fondamentale per dirigere molti degli architetti tedeschi lontano dall'espressionismo. Altro elemento importante fu il lavoro in Francia di Le Corbusier. Inoltre Erich Mendelsohn stava già allontanandosi dall'espressionismo attraverso forme più affusolate, dinamiche, come negli uffici giornalistici del Mossehaus.

### Prime costruzioni, case e proprietà
Forse i più precoci esempi della corrente in Germania vennero presentati nel 1922, durante l'esposizione del Bauhaus, come la Haus am Horn di Georg Muche e, durante lo stesso anno, il design elaborato da Gropius e Meyer in funzione del contest per la Tribune Tower di Chicago. A ogni modo la piena esplorazione di un nuovo idioma non espressionista e avanguardista, fu, nel 1923-24 concretizzato nel 'Italianischer Garten' (giardino all'italiana) a Celle, di Otto Haesler. Questo fu il primo insediamento/tenuta modernista, un'area di nuovi alloggi sociali caratterizzati da tetti piatti, planimetrie irregolari e asimmetriche, organizzate con grandi finestre e terrazze rivolte a sud. Contrariamente al concetto di 'white box' (scatola bianca) che sarebbe divenuto popolare successivamente, queste costruzioni vennero dipinte con colori brillanti, la cui mente più rilevante dietro all'operazione fu Bruno Taut.
Una maggiore espansione pervenne con la nomina di Ernst May alla posizione di architetto e progettista della città da parte della amministrazione socialdemocratica di Francoforte sul Meno. May fu allievo del progettista di giardini urbani Raymond Unwin, e le sue proprietà mostravano tale influenza appunto nella progettazione dei giardini urbani: visibile fu comunque un ripudio l'aspetto nostalgico dello stile dei progetti di Unwin. La Nuova Francoforte di May avrebbe ricoperto una enorme importanza per il conseguente sviluppo architettonico della Nuova oggettività, non solo per la sua appariscenza, soprattutto per il successo ottenuto nel ricostruire rapidamente migliaia di alloggi stabili per le classi meno abbienti.
Il nuovo linguaggio cambiò il processo stesso di costruzione, rendendolo la professione stessa più alienante vista l'assenza di decorazione e la semplicità delle costruzioni che rendeva tutto più semplice. May ingaggiò inoltre diversi architetti a Francoforte, come Margarete Schutte-Lihotzsky e Mart Stam. L'immedato effetto del lavoro di May può essere riconosciuto nell'insediamento di Dessau-Torten di Walter Gropius (1926) costruito parallelamente al famoso edificio del Bauhaus.
Gli architetti della Nuova oggettività erano impazienti di costruire più alloggi economici possibile, in parte per affrontare la crisi durante il post-guerra in Germania, in parte per adempiere alle promesse dell'articolo 155 della Costituzione di Weimar (1919) che prometteva abitazioni sane per ogni tedesco. In questi termini si intendeva dunque uno spazio di superficie accettabile, aria fresca, accesso a spazi verdi, accesso ai mezzi di transito.
Bruno Taut (che si occupava insieme a Hugo Haring delle questioni sul colore applicato agli appartamenti) lavorava a un design controverso, caratterizzato da tetti piatti e moderni, prevedendo l'accesso al sole, all'aria e ai giardini, e servizi come gas e luce. Ci si avvicinava dunque alle necessità dell'uomo comune, con costruzioni che creavano alloggi per la comunità e l'offerta di servizi vari e spazi salutari.
Il termine Funzionalismo cominciò a essere utilizzato per denotare il concetto della Nuova oggettività in architettura che non voleva nulla di superfluo, usato per la prima volta nel 1925 da Adolf Behne nel suo libro Der Moderne Zweckbau.
Allo stesso tempo una massiva espansione dello stile nelle città tedesche.

### Diffusione della Nuova oggettività
Un'ala della sinistra del movimento avrebbe formato in Svizzera e in Olanda il gruppo ABC. Era composto di collaboratori di El Lissitzky come Mart Stam e Hannes Meyer, il cui grande lavoro fu l'espansione della Van Nelle Factory a Rotterdam. Le linee pulite della Nuova oggettività vennero usate inoltre per le scuole e gli edifici pubblici (per esempio la scuola Trade Union a Bernau di Hannes Meyer, la scuola Alexander von Humboldt a Berlino di Max Taut).
I cinema erano progettati da Erich Mendelsohn (Schaubühne am Lehniner Platz, 1926) e Hans Poelzig (Kino Babylon, 1927-28). Uno stile composito che usava le nuove forme in costruzioni dall'impronta più tradizionale, veniva sviluppato da Poelzig con la sua Haus des Rundfunks a Berlino e l'IG Farben Building a Francoforte, e ancora Emil Fahrenkamp sviluppava tale linguaggio nell'ondulata Shell-Haus berlinese.
Intanto l'architettura di Erich Mendelsohn si era sviluppata in un funzionalismo dinamico destinato al commercio, come visto nei suoi grandi magazzini curvoidali simili alla Columbus-Haus a Berlino (demolita nel 1950) e i grandi magazzini Shocken a Stoccarda (demoliti nel 1960).
Nel 1929 la Grande depressione ebbe degli effetti disastrosi anche sull'architettura della Nuova oggettività, a causa della dipendenza finanziaria tedesca rispetto agli USA. Molti progetti architettonici berlinesi vennero indefinitamente posticipati.
In letteratura la Nuova oggettività cercò una direzione sobria e realistica per rappresentare la società moderna con l'accuratezza di un documentario e apparentemente senza sentimenti, attraverso la pura e semplice osservazione della realtà, senza il pathos tipico dell'espressionismo. Secondo questi scrittori la concezione espressionista del poeta come guida era stata spazzata via dal mondo moderno, dominato dal progresso tecnologico.

## Nel cinema
La Nuova oggettività fu una delle tre correnti principali del cinema tedesco degli anni Venti, assieme all'espressionismo e al Kammerspiel. Detta anche nuovo realismo, fu la corrente che più si focalizzò sulla descrizione e la documentazione di quel difficile periodo della storia tedesca, narrando le storie disperate degli individui. La mescolanza di scene prese dal vero e di finzione serviva a qualificare la storia come reale, autenticandola. Questa scelta, per la prima volta usata al cinema, venne poi ripresa e messa a frutto nel cinema successivo, divenendo uno degli input più importanti del neorealismo italiano.
Piel Jutzi per esempio mescolò scene vere di documentario con scene di finzione (Il viaggio di mamma Krausens verso la felicità, 1929, o Nostro pane quotidiano, 1929), con comparse non professioniste assieme ad attori, luoghi originali e scene di vera vita quotidiana. Oppure Kühle Wampe, girato nel 1932 da Slatan Dudow e Bertolt Brecht, mostra la storia di finzione di un operaio che si uccide, ma mostra anche lunghe riprese di Berlino e del campeggio che ospitava i cittadini rimasti senza casa chiamato appunto "Kühle Wampe".
Un grande tema della Nuova oggettività fu quello della strada, intesa come luogo di perdizione e divoratrice di vite umane (La strada di Karl Grune, 1923, Tragedia della strada di Bruno Rahn, 1927, o Asfalto di Joe May, 1928).
Aderente al realismo, ma di stampo più teatrale, è l'opera del grande regista Georg Wilhelm Pabst, artefice di alcuni ritratti femminili tra più affascinanti della storia del cinema, con la "trilogia della donna perduta" (La via senza gioia, 1925, Il vaso di Pandora, 1929, e Diario di una donna perduta, 1929), che ebbe come protagoniste Asta Nielsen, una giovane Greta Garbo e Louise Brooks, entrata con il suo caschetto nero nell'immaginario collettivo come donna-icona della sua epoca.